# Verkeersregeltechniek
Verkeersregeltechniek is een tak van de verkeerskunde die zich bezighoudt met het ontwerp en optimaliseren van verkeerslichten.

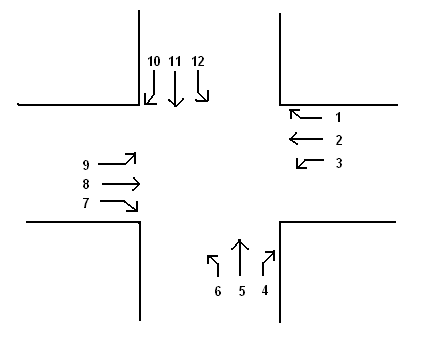
Nederlandse definitie van richtingnummering op een kruispunt

Hierbij komen onder meer de volgende aspecten aan bod:
- Kiezen van strategieën: doelgroepprioriteit (openbaar vervoer, hulpdiensten, fiets), groene golven etc.
- Kiezen van tactieken: aanvraag afhankelijk, meervoudige realisatie, groentijdverlenging, afkappen conflictrichtingen, meerealiseren en meeverlengen, wachttijdbewaking, prioriteitsrealisaties, primaire realisaties, alternatieve realisaties
- Rekenmethodes: Webster-formule, cyclustijd, groentijdverdeling, off-set
- Ontwerp van de regeling: conflictenmatrix, ontruimingstijden, deelregelingen, groenfasencombinaties, basisregelingen, structuurschema, blokkenschema, stroomschema, gebruik van softwarepakketten van onder meer COCON, TRANSYT, FLASH/FLEXSYT, Toolkit CCOL
- Gebruik van een regeltaal: logische variabelen, operatoren, systeemroutines, tactiekbeschrijving, fabrikant onafhankelijke programmeertalen CCOL en RWS-C
- Toepassing van netwerkregelingen: ImFlow, Toptrac, Utopia-spot, Marathon, SCOOT
- Toepassing van micro-simulatiemodellen: AIMSUN, VISSIM, Integration, FLASH/FLEXSYT